# Xylophanes dolius
Xylophanes dolius là một loài bướm đêm thuộc họ Sphingidae. 

## phân phát
Nó được tìm thấy ở Ecuador và Bolivia.

## miêu tả
Sải cánh dài khoảng 70 mm đối với con đực. đối với con cái are larger. Nó tương tự như Xylophanes hydrata về hình cánh trước nhưng màu nền là nâu và kiểu cánh có khác.

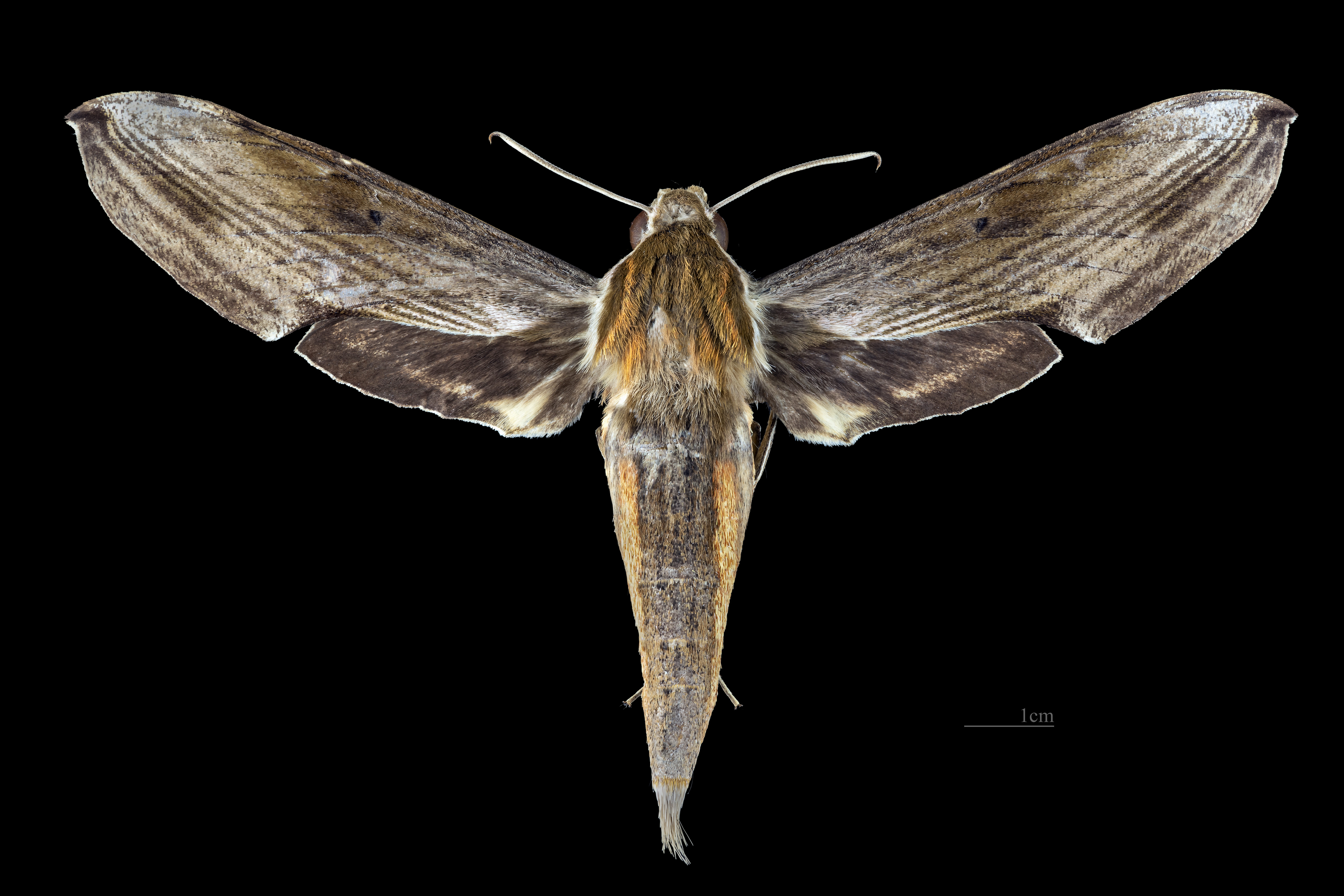
Xylophanes dolius  ♀
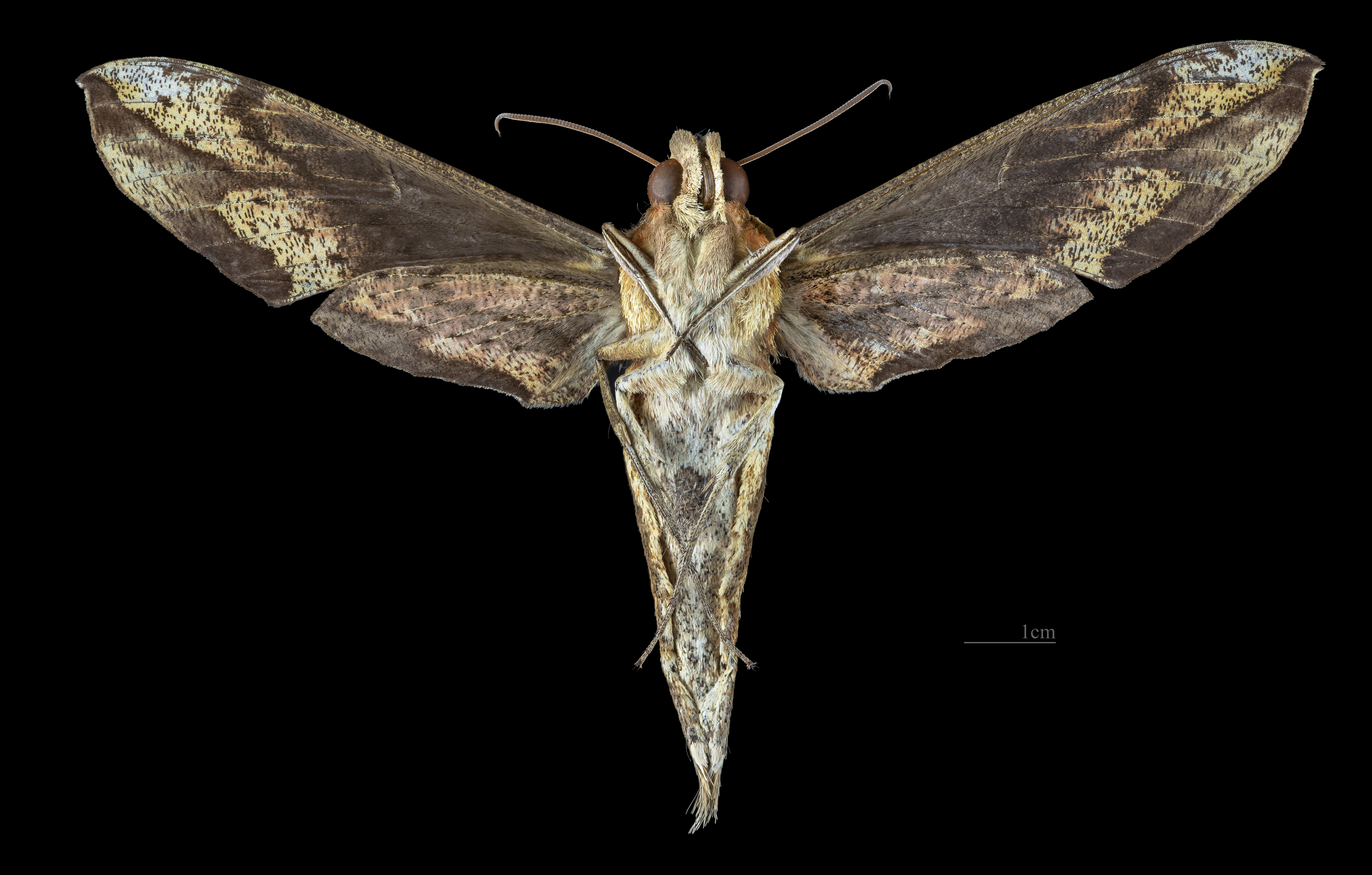
Xylophanes dolius ♀ △

## sinh học
Ấu trùng có thể ăn các loài Rubiaceae và Malvaceae.